# Hugh Alexander Kennedy
Hugh Alexander Kennedy (1809 – 22 d'octubre de 1878), fou un mestre d'escacs britànic. Va ser capità de l'exèrcit britànic, i un dels millors escaquistes de Londres del seu temps.

## Resultats destacats en competició
El 1844, va perdre un matx contra Howard Staunton (3 : 8). El 1845, va formar equip amb Staunton a Portsmouth en dues partides per telègraf (una perduda i una taules) contra un equip format per Henry Thomas Buckle, George Walker, William Davies Evans, Perigal, i Tuckett a Londres. Va perdre dos matxs contra Elijah Williams (+2 –4 =0) el 1846, i contra Edward Loewe (+6 –7 =1) el 1849, ambdós a Londres.
H.A. Kennedy va jugar al gran Torneig Internacional de Londres de 1851, on hi finalitzà en 6a plaça. Va eliminar en Carl Mayet a la primera ronda, amb dues victòries. A la segona ronda, va perdre contra en Marmaduke Wyvill (+3 –4 =1). A la tercera ronda, va derrotar en James Mucklow amb 4 victòries. Finalment, va perdre contra en József Szén (+0 –4 =1).
El 1862, va perdre la que segurament fou la primera partida internacional per telègraf, contra Serafino Dubois.